# 世忠庙
世忠庙是祭祀南朝名将程灵洗的庙宇，位于安徽省黄山市屯溪区篁墩村，是徽州程氏历史上的一座重要祠庙建筑。它原位于清代程氏统宗祠左侧，二者之间尚有一座司匣办事处。世忠庙规模宏大，占地四百六十五步。
世忠庙祭祀的是新安程氏显祖、南朝名将“忠壮公”程灵洗（514－568年）。他因捕捉盗寇，又在侯景之亂中，对抗侯景，保境安民，使歙州独得保全，而深得民间爱戴，死后里人设坛祭祀，据称“水旱疾疠祷之即应”。对他的崇拜在宋代达到高潮，南宋朝廷十次加封褒奖程灵洗及其家族，追封为广烈侯、忠壮公。南宋宁宗嘉定十六年（公元1224年），程珌等在篁墩程灵洗墓旁买地，为其建庙，倡议休宁、歙县程姓族人捐田，每年祭祀。宁宗皇帝御赐“世忠庙”匾额。  宋恭帝德祐元年（1275年），朝廷又下诏追封“忠壮”公程灵洗远祖、新安程氏始祖、晋新安太守程元谭为“忠祐”公，忠壮公夫人董氏为“惠懿夫人”，忠壮公长子文季为“忠护侯”并庙食世忠庙。
此后，对程灵洗的崇拜，以篁墩为中心，向周围各县扩展，遍及徽州全境，“有二百余社”。据清代《徽州府志》记载：明清时期，除了篁墩程氏世忠祠外，徽州府境内，凡程氏族人居住的大县，还有多处名为“世忠庙”的行祠。歙县有三所，分别在槐塘、托山和临河。休宁有五所，分别在汊口至山、斗山、率口、荪山和庙山岭。婺源有五所，分别在二都、龙山、金竹、凤岭和高安。绩溪一所：在仁里。篁墩世忠庙建成以后，其他姓氏所设祭坛渐渐声势减弱，明、清以后大多转到世忠庙祭祷。同时，迁居外地的新安程氏裔孙，每逢清明等节日，也会回到篁墩追本溯源。
文化大革命期间，篁墩村的世忠庙和其他众多与“程朱阙里”及程姓祖居地有关的文化遗迹均被摧毁。 

## 相关作品
明代程敏政有关世忠庙的诗作，

如《重拜山斗世忠庙》：
|  | 先祠高占水云村，十载重来叩庙门。 一抹冻岚消木杪，半规寒日下松根。 情深暖族新杯面，手拂题名旧墨痕。 俎豆巍巍风烈在，济时才劣愧闻孙。 |

又如《先忠烈王遗迹十二咏 其十二 世忠庙》：
|  | 立孤人去远，孙子更流芳。 忠节高千古，神功被一方。 旧祠传异代，新爵换真王。 何幸南归便，焚香拜寝堂。 |